# 英国国防部首席科学顾问
國防部首席科學顧問（英語：Chief Scientific Adviser to the Ministry of Defence）負責對英國國防部中的科學和技術問題進行戰略管理，直接地通過英國國防部超過10億英鎊的研究預算進行管理。並擔任國防管理委員會和國防委員會的正式成員。國防管理委員會和國防委員會是英國國防部內兩個最高級的管理委員會。英國國防部還有一位核能首席科學顧問，負責國防部的核科學與技術計劃，目前由羅賓·格里姆斯教授擔任。